# Карипска морска медведица
Карипска морска медведица (Monachus tropicalis) је изумрла врста перајара из породице правих фока (Phocidae).

## Распрострањење
Пре изумирања, подручје Мексичког залива и Кариба.

## Станиште
Станишта ове врсте су била обална копнена и морска подручја.

## Угроженост
Ова врста је изумрла, што значи да нису познати живи примерци.